# Monosoleniaceae
Monosoleniaceae là một họ rêu trong bộ Marchantiales.